# Miss República Dominicana 2013
El Miss República Dominicana 2013 fue el 3 de agosto de 2013 en el Punta Cana's Hard Rock Hotel & Casino, Salvaleón de Higüey, República Dominicana. La ganadora representará la República Dominicana en el Miss Universo 2013; La Primera Finalista o Miss Continentes República Dominicana irá al Miss Continentes Unidos 2013; la Segunda Finalista o Miss República Dominicana Hispanoamérica irá al Reina Hispanoamericana 2013; la Tercera Finalista o Miss Intercontinental República Dominicana irá al Miss Intercontinental 2013; la Cuarta Finalista o Miss República Dominicana Top Model irá al Top Model of the World 2014; la Quinta Finalista o Miss Grand República Dominicana irá al Miss Grand Internacional 2013.

## Resultados
| Resultados Final               | Candidata |
| ------------------------------ | --- |
| Miss República Dominicana 2013 | Elías Piña - Yaritza Reyes |
| Primera Finalista              | Distrito Nacional - Anyelina Sánchez |
| Segunda Finalista              | Samaná - Alma Álvarez |
| Tercera Finalista              | Peravia - Melissa Ámaro |
| Cuarta Finalista               | San Pedro de Macorís - Nicole Valdéz |
| Quinta Finalista               | Comunidad Dom. en los EE.UU - Chantel Martínez |
| Top 13                         | San Juan - Gloria Ramírez Santiago - Marileny Tejera Santo Domingo Este - María Nelly Vicioso Santo Domingo Oeste - Jissett Hernández Comunidad Dom. en Puerto Rico - Tracy King La Altagracia - Irina Peguero Las Matas de Farfán - Auílda GarcíaΔ |

ΔUna de las concursantes se votará en el Top 13 por votación online y mensajes de texto.

### Premios especiales
Mejor Rostro (votado por la organización de Miss República Dominicana) - Nicole Valdez (San Pedro de Macorís)

 Mejor Traje Típico (votado por el diseñador oficial del certamen, ganador se usará en Miss Universo) - Anyelina Sánchez (Distrito Nacional)

 Miss Fotogénica (votado por el fotógrafo oficial del certamen) - Marileny Tejera (Santiago)

 Miss Simpatía (votado por la concursantes del Miss República Dominicana) - Penélope Muñoz (Barahona)

| Predecesor: Dulcita Lieggi Distrito Nacional | Miss República Dominicana 2013 | Sucesor: Kimberly Castillo Higüey |

### Premios preliminares
Mejor Cabellera - Melissa Amaro (Peravia)

 Mejor Cuerpo - Anyelina Sánchez (Distrito Nacional)

 Mejor Piel - Bianca Hazim (Monte Cristi)

 Mejor Piernas - Irina Peguero (La Altagracia)

 Mejor Sonrisa - Chantel Martínez ( Comunidad Dominicana en los Estados Unidos)

 Miss Comunicación - María Nelly Vicioso (Santo Domingo Este)

 Miss Fashion - Ivette Rivera (La Romana)

 Miss Fitness - Gloria Ramírez (San Juan)

 Miss Hard Rock - Bianca Hazim (Monte Cristi)

 Miss Verano - Náthalie Ceballos (Pedernales)

 Miss VIP Láser Clinic - Bianca Hazim (Monte Cristi)
| 1. Comunidad Dominicana en los Estados Unidos 2. San Pedro de Macorís 3. Peravia 4. Samaná 5. Distrito Nacional 6. Elías Piña | 1. Las Matas de Farfán (votada por el público) 2. Santo Domingo Este 3. San Juan 4. La Altagracia 5. Peravia 6. Santo Domingo Oeste 7. Distrito Nacional 8. Santiago 9. San Pedro de Macorís 10. Elías Piña 11. Comunidad Dominicana en los Estados Unidos 12. Samaná 13. Comunidad Dominicana en Puerto Rico |

### Puntuaje
| \| Representa \| Traje de Baño \| Traje de Gala \| Promedio \| Pregunta \| \| --------------------------- \| ------------- \| ------------- \| -------- \| -------- \| \| Elías Piña \| 9.14 \| 9.50 \| 9.32 \| 9.85 \| \| Distrito Nacional \| 9.65 \| 9.11 \| 9.38 \| 9.40 \| \| Samaná \| 9.40 \| 9.48 \| 9.44 \| 9.10 \| \| Peravia \| 8.79 \| 8.95 \| 8.87 \| 9.00 \| \| San Pedro de Macorís \| 8.98 \| 8.95 \| 8.97 \| 8.90 \| \| Com. Dom. En Estados Unidos \| 9.00 \| 9.15 \| 9.08 \| 8.70 \| \| Santo Domingo Este \| 8.70 \| 9.00 \| 8.85 \| \| \| San Juan \| 8.80 \| 8.85 \| 8.83 \| \| \| Santiago \| 8.40 \| 8.70 \| 8.55 \| \| \| Santo Domingo Oeste \| 7.80 \| 9.20 \| 8.50 \| \| \| La Altagracia \| 8.41 \| 8.20 \| 8.31 \| \| \| Com. Dom. En Puerto Rico \| 8.05 \| 8.00 \| 8.03 \| \| \| Las Matas de Farfán \| 7.70 \| 7.45 \| 7.58 \| \| | Ganadora Primera Finalista Segunda Finalista Tercera Finalista Cuarta Finalista Quinta Finalista Top 13 |               |          |          |
| Representa | Traje de Baño                                                                                           | Traje de Gala | Promedio | Pregunta |
| Elías Piña | 9.14 | 9.50          | 9.32     | 9.85     |
| Distrito Nacional | 9.65 | 9.11          | 9.38     | 9.40     |
| Samaná | 9.40 | 9.48          | 9.44     | 9.10     |
| Peravia | 8.79 | 8.95          | 8.87     | 9.00     |
| San Pedro de Macorís | 8.98 | 8.95          | 8.97     | 8.90     |
| Com. Dom. En Estados Unidos | 9.00 | 9.15          | 9.08     | 8.70     |
| Santo Domingo Este | 8.70 | 9.00          | 8.85     |          |
| San Juan | 8.80 | 8.85          | 8.83     |          |
| Santiago | 8.40 | 8.70          | 8.55     |          |
| Santo Domingo Oeste | 7.80 | 9.20          | 8.50     |          |
| La Altagracia | 8.41 | 8.20          | 8.31     |          |
| Com. Dom. En Puerto Rico | 8.05 | 8.00          | 8.03     |          |
| Las Matas de Farfán | 7.70 | 7.45          | 7.58     |          |

## Significado histórico
- Elías Piña ganó Miss República Dominicana por la segunda vez, la última fue en el 1964 cuando se llamaba San Rafael.
- Las provincias que colocaron en las Semifinales el año anterior fue Comunidad Dominicana En Estados Unidos, Distrito Nacional, Peravia, Samaná, Santiago.
- Santiago colocó por el 56.º año consecutivo.
- Distrito Nacional colocó por el sexto año consecutivo.
- Comunidad Dominicana en los Estados Unidos colocó por cuarta vez en consecutivo.
- Samaná colocó por tercera vez en consecutivo.
- Peravia colocó como Tercera Finalista por tercera vez en consecutivo.
- Las Matas de Farfán regreso desde la última edición que se permitió municipios-no-metro-Santo Domingo.
- Santo Domingo Oeste última vez que se colocó fue en el 2002.
- San Juan última vez que se colocó fue en el 2004.
- La Altagracia última vez que se colocó fue en el 2007.
- Santo Domingo Este última vez que se colocó fue en el 2009.
- Comunidad Dominicana en Puerto Rico y Elías Piña última vez que se colocó fue en el 2011.
- 41 concursantes comenzaron y más tarde algunas se retiraron y se hicieron 28 candidatas.
- Las candidatas de la Región Oriental dominaron las semifinales.

## Candidatas Oficiales[5]
| Representa                    | Candidata                             | Edad | Altura          | Oriunda                    |
| ----------------------------- | ------------------------------------- | ---- | --------------- | -------------------------- |
| Azua                          | Giselle Altagracia Ramírez Zouain     | 23   | 1,67 m (5′ 6″)  | Santo Domingo              |
| Barahona                      | Penélope Muñoz Salvador               | 24   | 1,69 m (5′ 7″)  | Santa Cruz de Barahona     |
| Comunidad Dom. en los EE.UU.  | Chantel Martínez Figueroa             | 19   | 1,80 m (5′ 11″) | Nueva York                 |
| Comunidad Dom. en Puerto Rico | Tracy de la Asunción King Pórchue     | 21   | 1,84 m (6′ 0″)  | Santurce                   |
| Distrito Nacional             | Anyelina Mariel Sánchez Guzmán        | 22   | 1,78 m (5′ 10″) | Santo Domingo              |
| Duarte                        | Massiel Gutierrez                     | 21   | 1,83 m (6′ 0″)  | Santiago de los Caballeros |
| Elías Piña                    | Yaritza Miguelina Reyes Ramírez       | 19   | 1,76 m (5′ 9″)  | Santo Domingo Norte        |
| Hato Mayor                    | Aura Marienny Oviedo Sánchez-Lucchece | 19   | 1,76 m (5′ 9″)  | Santo Domingo              |
| Hermanas Mirabal              | Nairoby Sherázade Ñáñez Figuereo      | 21   | 1,68 m (5′ 6″)  | Santo Domingo              |
| La Altagracia                 | Irina Peguero Reyes                   | 20   | 1,88 m (6′ 2″)  | Salvaleón de Higüey        |
| La Romana                     | Ivette Maríe Rivera Objio             | 22   | 1,77 m (5′ 10″) | La Romana                  |
| Las Matas de Farfán           | Auílda Yarelisa García Jiménez        | 23   | 1,66 m (5′ 5″)  | Santo Domingo              |
| María Trinidad Sánchez        | Chántal Maríe Arias García            | 18   | 1,76 m (5′ 9″)  | Cabrera                    |
| Monseñor Nouel                | Georgina Vásiliou Romero              | 25   | 1,66 m (5′ 5″)  | Santo Domingo              |
| Monte Cristi                  | Bianca Natasha Hazim Madera           | 23   | 1,78 m (5′ 10″) | Santo Domingo              |
| Monte Plata                   | Rosy María Guerrero de la Cruz        | 18   | 1,76 m (5′ 9″)  | Bayaguana                  |
| Pedernales                    | Náthalie Patricia Ceballos de la Cruz | 19   | 1,73 m (5′ 8″)  | Santo Domingo              |
| Peravia                       | Melissa Yssasha Ámaro Azize           | 22   | 1,70 m (5′ 7″)  | Baní                       |
| Puerto Plata                  | Joelysa Rodríguez Morales             | 21   | 1,72 m (5′ 8″)  | Sosúa                      |
| Samaná                        | Alma Virginia Álvarez Alfonso         | 21   | 1,76 m (5′ 9″)  | Santo Domingo              |
| San Juan                      | Gloria Ramírez Beelliard-Febrillet    | 25   | 1,75 m (5′ 9″)  | Santo Domingo              |
| San Pedro de Macorís          | Nicole Cristina Valdez Abud           | 24   | 1,77 m (5′ 10″) | San Pedro de Macorís       |
| Sánchez Ramírez               | Florángel Vásquez Fernández           | 18   | 1,79 m (5′ 10″) | Santo Domingo              |
| Santiago                      | Marileny Altagracia Tejera Corona     | 24   | 1,76 m (5′ 9″)  | Santiago de los Caballeros |
| Santo Domingo Este            | María Nelly Vicioso Martínez          | 24   | 1,74 m (5′ 9″)  | Santo Domingo Este         |
| Santo Domingo Norte           | Estefanía Luz Botehllo Ramírez        | 18   | 1,75 m (5′ 9″)  | Santo Domingo              |
| Santo Domingo Oeste           | Jissett Altagracia Hernández Pérez    | 25   | 1,78 m (5′ 10″) | Santo Domingo              |
| Valverde                      | Yendy Carlina Vargas Cruz             | 20   | 1,65 m (5′ 5″)  | Santa Cruz de Mao          |

## Trivia
Había 41 candidatas al comienzo y poco a poco comenzaron a retirarse para hacer 28 candidatas al final.

| 13 candidatas se retiraron por su parte del certamen: | Génesis Rodríguez-Rueckschnatt (Bahoruco) Melody Mir (Comunidad Dom. en España) Pamela dos Ramos (Comunidad Dom. en Venezuela) Yasmery Mejía (Dajabón) Anacaona Campos (El Seibo) Yanela Meister (Espaillat) Anabel Pérez (Independencia) María Altagracia Gómez (Jarabacoa) Ayessa Sepúlveda (La Vega) Anny Arias (San Cristóbal) Catherine Sánchez (San José de Ocoa) Galina Arzeno (San Pedro de Macorís) Darling Rodríguez (Santiago Rodríguez) |  |  |

Este año cuenta con la mayor cantidad de candidatas con ascendencia árabe.

5 candidatas vive en los Estados Unidos, con 8 candidatas que nació allí.

Miss Distrito Nacional, Anyelina Sánchez es de pura ascendencia sueca y canaria.

Miss San Pedro de Macorís 2013, Nicole Valdéz es hija de Miss San Pedro de Macorís 1982, Yasmin Abud y prima de Patty Abud, Miss San Pedro de Macorís 1981.

## Candidatas en otros concursos
Las candidatas actuales que compitieron anteriormente en otros concurso de belleza:
Miss República Dominicana 2010
- Samaná: Alma Álvarez
  - 1.ª. Finalista

Miss Continente Americano 2010
- Samaná: Alma Álvarez
  - Como República Dominicana
    - Top 6

Miss Mundo Dominicana 2011
- Monte Cristi: Bianca Hazim
  - Como Peravia
    - 2.ª. Finalista

Miss República Dominicana Imagen Teen 2011
- Elias Piña: Yaritza Reyes
  - Como San Juan
    - 7.ª. Finalista

  - Miss Comunicación/Oratoria
    - Miss Personalidad

Miss Supranacional 2012
- Comunidad Dominicana en Estados Unidos: Chantel Martínez
  - Como República Dominicana
    - Top 20

Miss Global Teen International 2012
- Comunidad Dominicana en Estados Unidos: Chantel Martínez
  - Como República Dominicana
    - 4.ª. Finalista y Reina del Caribe

Miss Universe Puerto Rico 2012 - 2013
- Santo Domingo Este: María Nelly Vicioso
  - Como Corozal
    - Top 16

Nuestra Belleza Latina 2013
- Santo Domingo Este: María Nelly Vicioso
  - Como República Dominicana
    - Top 30

## Puntujae Preliminar
| Representa                             | Traje de Baño | Traje de Gala | Entrevista | Promedio |
| -------------------------------------- | ------------- | ------------- | ---------- | -------- |
| Distrito Nacional                      | 9.54          | 9.54          | 9.00       | 9.36     |
| Elías Piña                             | 9.00          | 9.10          | 9.90       | 9.33     |
| San Juan                               | 9.60          | 9.30          | 8.87       | 9.26     |
| Comunidad Dominicana en Estados Unidos | 9.65          | 9.00          | 9.00       | 9.22     |
| Santo Domingo Este                     | 9.40          | 9.10          | 9.04       | 9.18     |
| Samaná                                 | 9.14          | 8.80          | 9.50       | 9.15     |
| San Pedro de Macorís                   | 8.99          | 8.90          | 9.50       | 9.13     |
| Santo Domingo Oeste                    | 8.88          | 8.93          | 8.82       | 8.88     |
| Comunidad Dominicana en Puerto Rico    | 8.74          | 9.00          | 8.85       | 8.86     |
| Peravia                                | 8.87          | 8.54          | 8.90       | 8.77     |
| Santiago                               | 9.00          | 9.05          | 8.20       | 8.75     |
| La Altagracia                          | 8.20          | 9.00          | 9.00       | 8.73     |
| Monte Cristi                           | 8.70          | 8.85          | 8.60       | 8.72     |
| Puerto Plata                           | 8.70          | 8.70          | 8.70       | 8.70     |
| La Romana                              | 8.60          | 8.87          | 8.54       | 8.67     |
| Pedernales                             | 8.80          | 8.28          | 8.90       | 8.66     |
| Hato Mayor                             | 8.48          | 8.54          | 8.87       | 8.63     |
| Monseñor Nouel                         | 8.54          | 8.54          | 8.74       | 8.61     |
| Duarte                                 | 8.74          | 8.41          | 8.40       | 8.52     |
| Sánchez Ramírez                        | 8.20          | 8.60          | 8.50       | 8.43     |
| María Trinidad Sánchez                 | 8.00          | 9.00          | 8.00       | 8.33     |
| Hermanas Mirabal                       | 8.00          | 8.41          | 8.54       | 8.32     |
| Barahona                               | 8.90          | 9.00          | 8.70       | 8.95     |
| Monte Plata                            | 8.85          | 8.00          | 7.50       | 8.12     |
| Azua                                   | 7.85          | 7.60          | 8.45       | 7.97     |
| Las Matas de Farfán                    | 7.88          | 7.14          | 8.80       | 7.94     |
| Santo Domingo Norte                    | 7.98          | 7.50          | 8.00       | 7.83     |
| Valverde                               | 7.00          | 7.10          | 8.58       | 7.79     |